# Eichberg-Haus
Das Eichberg-Haus ist ein denkmalgeschütztes Wohnhaus in der Von-Achenbach-Straße 36 in Thyrow, einem Ortsteil der amtsfreien Stadt Trebbin im Landkreis Teltow-Fläming in Brandenburg. Es ist nach dem deutschen Regisseur und Filmproduzenten Richard Eichberg benannt, der es in den 1930er Jahren bewohnte.

## Geschichte
Im Jahr 1841 wurde Thyrow an die Anhalter Bahn angeschlossen und erlebte fortan einen bescheidenen Aufschwung. Der Berliner Makler Winkler erwarb einige Grundstücke in Bahnhofsnähe und veräußerte sie anschließend weiter. Durch eine Einsichtnahme in die Gebäudesteuerrolle des Katasteramtes konnten Architekturexperten ermitteln, dass das drei- bzw. viergeschossige Gebäude im Jahr 1923 anstelle eines Gartenhauses errichtet worden sein muss. Dieses gehörte dem Schachspieler Emanuel Lasker. Er veräußerte das Gebäude im Jahr 1925 an Eichberg. Fünf Jahre später ließ dieser ein Gewächshaus, einen weißgekachelten Swimmingpool sowie eine Garage anbauen. Bei den Umbauten entstand vermutlich auch die Dachterrasse. 
In den 1920er Jahren waren dort UFA-Größen wie Lilian Harvey, La Jana und Conrad Veidt zu Besuch.
Nach der Machtergreifung durch die Nationalsozialisten war Eichberg zunehmend in seiner künstlerischen Freiheit eingeengt. Er verließ daher 1939 das Deutsche Reich und ging in die USA. Sein Haus wurde verpachtet und von einem von ihm beauftragten Ehepaar bis in die 1950er Jahre instand gehalten. 1958 übernahm die Handweberin Roswitha Moxter das Haus, die es als Werkstatt und Wohnraum nutzte. Dort blieb sie auch, als die SED die Steuern für große Handwerksbetriebe erhöhte. Moxter richtete daraufhin ein Textilatelier in den Räumen ein. Nach der Wende wurde das Bauwerk samt Grundstück an die Erben Eichbergs zurückübertragen. Moxter war jedoch nicht mehr in der Lage, den Unterhalt des Gebäudes zu finanzieren und gab es 1995 auf. Seit dieser Zeit steht das Gebäude leer. 2002 stellte es die Denkmalbehörde unter Schutz. Es befindet sich im Jahr 2015 in einem sehr schlechten Zustand.